# Apeadero de Bicanho
El Apeadero de Bicanho fue una infraestructura de la Línea del Oeste, que servía a la localidad y la estancia termal de Bicanho, en el distrito de Coímbra, en Portugal.

## Características y servicios
Este apeadero se encuentra junto a los vestigios de las antiguas Termas del Bicanho, en la parroquia de Samuel del ayuntamiento de Soure.
Se encuentra retirado del servicio.

## Historia
El tramo entre Leiría y Figueira da Foz, en el cual el apeadero se inserta, fue abierto el 17 de julio de 1888.
Fue retirado del servicio en fecha desconocida, posterior a 1984, fecha en que era utilizada por convoyes Regionales y Semi-Directos